# Перридейл (Орегон)
Перридейл (англ. Perrydale) — невключённая территория, расположенная в округе Полк штата Орегон, США. Расположен в 10 милях от Далласа. Входит в Сейлемский метрополитенский статистический ареал.

## История
Перридейл объединил земельные наделы Таунсенда, Кинсли и Батлера. После череды землевладельцев, включая Перри, владевших наделом, Перридейл перешёл к Уильяму МакГру, который распланировал город. Начиная с 1881 года город был железнодорожной станцией на ветке Эрли Орегонской железнодорожной компании. В 1985 году железнодорожное обслуживание Перридейла было закрыто.
Собственное почтовое отделение Перридейла существовало с 1870 до 1971 года.

## Галерея

Перридейл
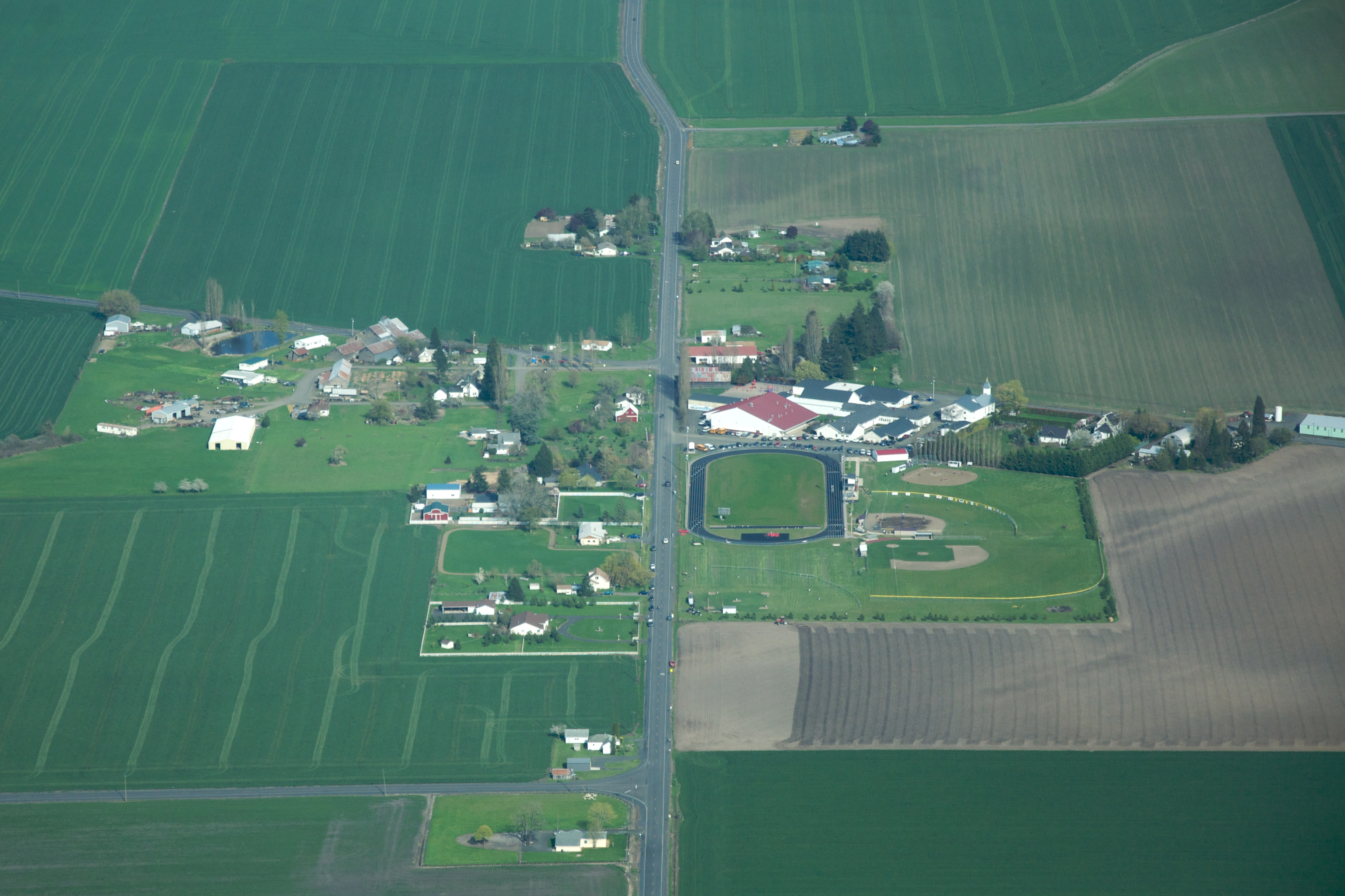
Панорама Перридейла
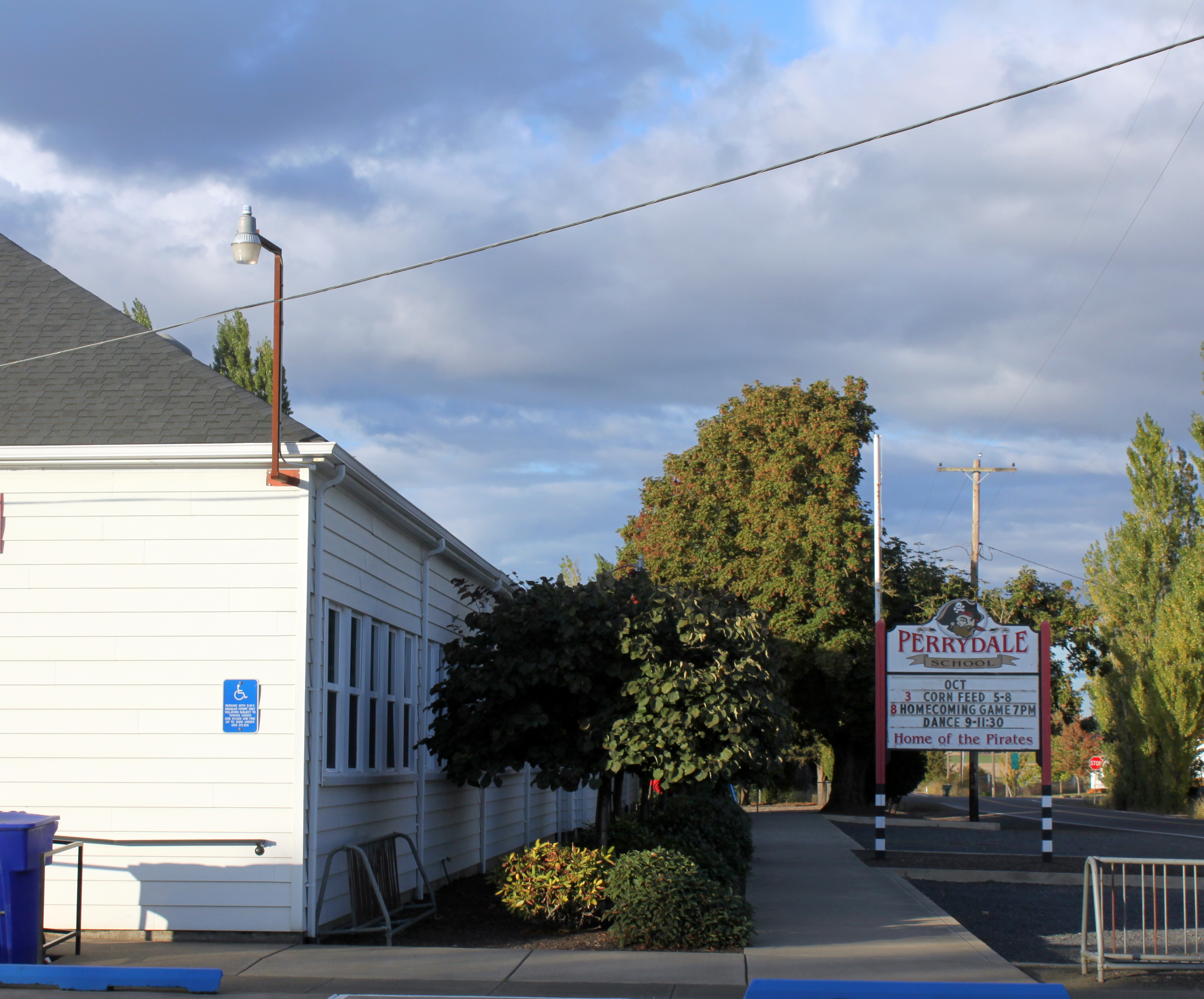
Школа
Дом Ричмонда (1934)